# Тахмазов, Эльбрус Халай оглы
Эльбрус Халай оглы Тахмазов (азерб. Elbrus Halay oğlu Təhməzov; род. 23 августа 1946 году, Лачин, Азербайджанская ССР) — государственный и политический деятель. Депутат Милли меджлиса Азербайджанской Республики II созыва. Глава исполнительного органа власти Лачинского района (2005-2007).

## Биография
Родился Эльбрус Тахмазов 23 августа 1946 году в Лачинском районе, ныне Республики Азербайджан. В 1970 году завершил обучение на технологическом факультете Азербайджанского политехнического института. Являлется офицером запаса.
В 1970 году стал работать в Лачинском районном комбинате бытового обслуживания населения сначала начальником производственного участка, затем инженером.
С 1974 по 1994 годы работал на различных руководящих должностях — руководил отделом строительства и архитектуры в районном исполнительном комитете, затем возглавлял межрайонное производственное объединение строительных материалов, также был руководителем Лачинским городским исполнительным комитетом, начальником отделом в районном комитете партии, управлял агропромышленным управлением и подземным промышленным комбинатом.
С 1994 по 2000 годах занимал должность первого заместителя главы исполнительной власти Лачинского района Республики Азербайджан.
С мая 1994 года член партии "Новый Азербайджан". Именно под его руководством за короткое время в Лачинском районе активно заработала местная организация Партии "Новый Азербайджан". До конца 2005 года он председательствовал в районной организации.До настоящего времени является членом политического совета Партии "Новый Азербайджан".
5 ноября 2000 года был избран депутатом Милли Меджлиса Азербайджанской Республики II созыва. Наряду с общественно-политической деятельностью работал в качестве постоянного члена комиссии Милли Меджлиса по аграрной политике. Эльбрус Тахмазов стал первым депутатом Милли Меджлиса Азербайджанской Республики, избранным из Лачина после принятия Конституции независимой Азербайджанской Республики.
Распоряжением Президента Азербайджанской Республики от 15 марта 2005 года Тахмазов Эльбрус Халай оглы, избранный депутатом Милли Меджлиса Азербайджанской Республики по 71-му Лачинско-Кельбаджарскому избирательному округу, был освобождён от депутатского полномочия в связи с назначением главой Исполнительной власти Лачинского района.
С начала 2005 года до конца 2007 года работал главой исполнительной власти Лачинского района.
В 2008 году вышел на пенсию как бывший депутат Милли Меджлиса Азербайджанской Республики.